# Thornton (Iowa)
Pour les articles homonymes, voir Thornton.
Thornton est une ville du comté de Cerro Gordo, en Iowa, aux États-Unis. Elle est incorporée le 22 août 1892.

## Source de la traduction
- (en) Cet article est partiellement ou en totalité issu de l’article de Wikipédia en anglais intitulé « Thornton, Iowa » (voir la liste des auteurs).